# 야카게정
야카게정(일본어: 矢掛町)은 일본 오카야마현 남서부에 있는 오다군의 정이다. 옛 산요도의 역참 마을로 알려진 정이다.
최근에는 반딧불 마을로서 도쿄와 오사카의 백화점 등에 이곳에서 사육된 반디를 반입해 "반딧불전"을 실시하는 등 홍보 활동을 이어가고 있다.

## 인접한 자치체
- 구라시키시, 가사오카시, 이바라시, 소자시, 아사쿠치시

## 역사
- 1889년 6월 1일 - 정촌제 시행으로 오다군 야카게촌·미카와촌·미타니촌·야마다촌·나카가와촌·가와모촌·오다촌이 성립하였다.
- 1896년 2월 26일 - 야카게촌이 정으로 승격해 야카게정이 되었다.
- 1954년 5월 1일 - 야카게정과 미카와촌·미타니촌·야마다촌·가와모촌·나카가와촌 등 1정 5촌의 합병으로 새로운 야카게정이 성립하였다.
- 1961년 1월 15일 - 오다정을 편입 합병해 현재의 정역이 되었다.

## 교통

### 철도
- 이바라 철도(일본어판) 이바라선(일본어판)

### 도로
- 국도 제486호선 (일본)(일본어판)